# 粗糙似刺鎧蝦
粗糙似刺鎧蝦（学名：Paramunida scabra）为鎧甲蝦科似刺鎧蝦屬下的一个种。